# Großsteingrab Hünensteine
Het Großsteingrab Hünensteine (ook wel Stein im Herrensand of Hünensteine Lindern genoemd) is een neolithisch ganggraf dat bekend is onder Sprockhoff Nr. 962. Het is onderdeel van de Straße der Megalithkultur. Het hunebed ligt in een bos ten westen van Lindern in Landkreis Cloppenburg in Nedersaksen.

## Kenmerken
Het hunebed werd opgericht tussen 3500 en 2800 v.Chr. en wordt toegeschreven aan de Trechterbekercultuur. 
Het bouwwerk is noordwest-zuidoostelijk georiënteerd. De kamer is 5,9 × 1,7 meter groot en er zijn twee dekstenen bewaard gebleven. De grootste deksteen is 2,5 × 1,6 × 1,5 meter groot. De tien draagstenen zijn nog in situ of slechts heel gering verschoven. Er zijn geen resten van een dekheuvel of steenkrans gevonden. 
Vlakbij ligt ook de Schlingsteine.

## Weblinks
- Herrensand: Beschreibung Plan und Bilder